# Liste der deutschen Basketballnationalspieler
Deutsche Basketballnationalmannschaft – Liste der männlichen A-Nationalspieler
Es existiert beim Deutschen Basketball Bund derzeit keine offizielle oder vollständige Liste (seit 1936) der A-Nationalspieler des Deutschen Basketball Bundes bzw. seiner Vorgängerverbände.
Nutzungshinweis:
Solange die Liste nicht annähernd vollständig ist, ist die hier vorliegende Liste der A-Nationalspieler klar strukturiert. Auch um die Übersichtlichkeit zu gewährleisten. Jeder A-Nationalspieler wird nur in einer Zeitraum-Kategorie eingetragen. Bei Überschreitung der Jahresgrenze einer Kategorie, wird der A-Nationalspieler nur in der Zeitraum-Kategorie eingetragen, in der er sein erstes Länderspiel absolviert hat. Die Zeitraum-Grenzen ergeben sich aus der Änderung der Erstliga-Struktur: Oberligen – zweigeteilte Bundesliga – 1. und 2. Bundesliga. Weiter wurde eine Zeitraum-Kategorie gebildet, um auch die A-Nationalspieler vor Gründung des DBB zu erfassen. Als A-Nationalspieler gilt ein Basketballspieler, der an einem offiziellen Länderspiel teilgenommen hat (gegen ein anderes Land – Spiele gegen Vereine, Hochschul- oder Militärauswahlen u. a. werden nicht anerkannt. Es wird stets als Länderspiel anerkannt, wenn der auf dem Spielberichtsbogen eingetragene Nationalspieler nicht zum Einsatz gekommen ist.)

## Liste deutscher A-Nationalspieler

### 1936 bis 1942
- Bedrischitzki,
- Bernhard, Markus
- Blossfeldt, Edgar
- Böhme, Gerhard
- Bonnet, Helmut
- Cuiper, Bernhard
- Duis, Robert
- Endres, Karl
- Göing, Emil
- Gottwald, Otto
- Grimm, Wilhelm
- Hausbrand,
- Heinrich,
- Hemmerlin, Charles
- Kronberger, Franz
- Krüger, Hugo
- Kuchenbecker, Otto
- Künzel, Adolf
- Kunze, Karl
- Lohbeck, Emil
- Meyer, Hans
- Niclaus, Hans
- Nuggis, Erich
- Oleska, Kurt
- Regel,
- Reischies, Siegfried (später Reiner)
- Roberg, Heinz
- Ronner, Eugène
- Schwalbe, Gerhard
- Sollmann, Arno
- Steinschulte, Heinz
- Stuwe,
- Utgenannt, Karl

### 1949bis1974
- Phase der vier Oberligen ('49-'66) und der zweigeteilten Bundesliga (Nord und Süd) -*

| Name                  | Position       | Zeitraum  | Spiele |
| --------------------- | -------------- | --------- | ------ |
| Ampt, Karl            | Shooting Guard | 1972      | 8      |
| Bayer, Hans           |                |           |        |
| Bernath, Jörg         | Point Guard    | 1973      | 13     |
| Berres, Friedhelm     |                | 1973–1976 | 35     |
| Beyerlein, Rudolf     |                |           |        |
| Biller, Gerhard       |                |           |        |
| Blasius,              |                | 1974      | 2      |
| Brand, Gerhard        | Center         | 1971–1973 | 12     |
| Brydniak, Hans        | Small Forward  | 1957–1964 | 30     |
| Diefenbach, Felix     |                |           |        |
| Diekmann, Axel        |                | 1969–1975 | 5      |
| Dieter, Rolf          | Point Guard    | 1969–1971 | 19     |
| Fengler, Wolfgang     | Center         | 1974–1979 | 45     |
| Gerhardus, Helmut     |                |           |        |
| Geschwindner, Holger  | Point Guard    | 1973–1975 | 47     |
| Griese, Richard       |                | 1955      | 1      |
| Grüttner, Heiner      |                |           |        |
| Hackenberg, Peter     |                | 1974      | 10     |
| Heindel, Volker       |                |           |        |
| Heining, Peter        |                | 1971–1973 | 2      |
| Heinker, Rolf         |                |           |        |
| Heinker, Wolfgang     |                |           |        |
| Herbst, Ulrich        |                |           |        |
| Heß, Hans Georg       |                | 1973–1977 | 26     |
| Homm, Egon            | Small Forward  | 1969      | 5      |
| Keller, Dietrich      | Power Forward  | 1973      | 13     |
| Kienast, Dietfried    | Point Guard    | 1964      | 2      |
| Kleen, Rudi           | Power Forward  | 1973–1975 | 28     |
| Knop, Jürgen          |                | 1974      | 2      |
| Kolze, Jürgen         | Point Guard    | 1973–1976 | 21     |
| Konz, Ulrich          |                |           |        |
| Konzag, Gerd          |                |           |        |
| Koppermann, Ingbert   | Power Forward  | 1969      | 1      |
| Kronberger, Franz     |                |           |        |
| Krüger, Hans-Jörg     | Power Forward  | 1964–1972 | 28     |
| Krüger, Hartmut       |                |           |        |
| Krüsmann, Peter       |                | 1971      | 3      |
| Kuczmann, Achim       | Point Guard    | 1974–1978 | 4      |
| Kuprella, Dieter      | Shooting Guard | 1973–1977 | 32     |
| Neef, Heinz           | Point Guard    | 1964–1965 | 11     |
| Linnemann, Joachim    | Power Forward  | 1972      | 5      |
| Loibl, Jürgen         |                | 1964–1971 | 22     |
| Linnemann, Joachim    |                | 1971–1972 | 20     |
| Meyer, Eckhard        | Small Forward  | 1973–1975 | 12     |
| Neumann, Hannes       |                | 1964–1967 | 4      |
| Niedlich, Hans-Dieter | Point Guard    | 1964–1967 | 4      |
| Peters, Roland        | Point Guard    | 1973–1975 | 17     |
| Pethran, Rainer       | Small Forward  | 1973–1975 | 46     |
| Pfeiffer, Dieter      |                | 1969–1971 | 12     |
| Pollex, Günter        | Point Guard    | 1973–1977 | 56     |
| Pollex, Jochen        | Point Guard    | 1973–1975 | 44     |
| Reichmann, Wolfgang   |                | 1974      | 2      |
| Reiter, Achim         |                | 1974–1975 | 22     |
| Riefling, Hans        | Point Guard    | 1967–1972 | 15     |
| Roth, Oskar           | Shooting Guard | 1955      | 1      |
| Röder, Bernd          | Shooting Guard | 1964      | 2      |
| Rupp, Harald          | Point Guard    | 1970–1977 | 57     |
| Schaumann, Dieter     | Center         | 1969–1970 | 9      |
| Schitthof, Manfred    | Point Guard    | 1969      | 7      |
| Schmidt, Wolfgang     |                | 1969      | 7      |
| Schober, Theodor      |                | 1951–1955 | 1      |
| Schulte, Rainer       |                | 1973–1974 | 27     |
| Siebenhaar, Kurt      |                | 1951–1955 | 1      |
| Skora, Thomas         |                | 1974      | 8      |
| Stein, Peter          |                | 1974      | 11     |
| Stolz, Arthur         |                | 1955      | 1      |
| Thimm, Norbert        | Center         | 1969–1979 | 150    |
| Uhlig, Helmut         | Point Guard    | 1969–1972 | 37     |
| Urmitzer, Klaus       | Small Forward  | 1964–1971 | 14     |
| Waldowski, Lothar     | Point Guard    | 1955      | 1      |
| Wandel, Largo         |                | 1969–1970 | 14     |
| Wohlers, Jürgen       | Small Forward  | 1963–1975 | 174    |
| Wolfram, Udo          |                | 1964      | 2      |
| Weinand, Klaus        | Center         | 1964–1972 | 23     |

*Nationalspieler wird nur in der Zeitraum-Kategorie eingetragen, in der er sein erstes Länderspiel absolviert hat.

### 1975bis1989
- Phase der Basketball-Bundesliga / 2. Basketball-Bundesliga -*

| Name                      | Position       | Zeitraum  | Spiele |
| ------------------------- | -------------- | --------- | ------ |
| Andres, Armin             | Point Guard    | 1979–1992 | 146    |
| Apeltauer, Erhard         |                | 1975–1977 | 24     |
| Arpe, Holger              | Small Forward  | 1980–1986 | 93     |
| Aßhoff, Volker            | Small Forward  | 1975–1981 | 69     |
| Baeck, Stephan            | Shooting Guard | 1984–1997 | 133    |
| Becker, Manfred           | Power Forward  | 1976      | 4      |
| Behnke, Gunther           | Center         | 1983–1995 | 146    |
| Blab, Uwe                 | Center         | 1982–1992 | 105    |
| Boyle, Michael            |                | 1984      | 3      |
| Brauer, Uwe               | Shooting Guard | 1983–1984 | 38     |
| Brunnert, Sebastian       | Small Forward  | 1976–1985 | 65     |
| Diestelhorst, Ulrich      |                | 1977      | 2      |
| Dronsella, John           | Small Forward  | 1981      | 11     |
| Freese, Detlef            |                | 1976–1977 | 6      |
| Frontzek, Reiner          | Shooting Guard | 1976–1979 | 39     |
| Froese, Ingo              | Point Guard    | 1977–1979 | 16     |
| Fürst, Holger             |                | 1988      | 22     |
| Gabler, Achim             |                | 1975      | 2      |
| Gaw, Frank                | Center         | 1989      | 12     |
| Gnad, Hans-Jürgen         | Center         | 1986–1998 | 181    |
| Harnisch, Henning         | Small Forward  | 1987–1997 | 169    |
| Greunke, Rainer           |                | 1981–1986 | 28     |
| Heidrich, Jörg            | Point Guard    | 1975–1982 | 113    |
| Hillebrand, Ulrich        |                | 1982      | 1      |
| Hudson, Frank             | Small Forward  | 1980–1984 | 54     |
| Jackel, Michael           | Small Forward  | 1984–1993 | 113    |
| Jochum, Markus            | Point Guard    | 1986–1992 | 62     |
| Jung, Thomas              | Shooting Guard | 1975      | 2      |
| Kadlec, Vladimír          | Shooting Guard | 1978–1984 | 27     |
| Kaltschmitt, Hans-Peter   |                | 1975–1976 | 12     |
| Kater, Bernd              | Small Forward  | 1983–1984 | 5      |
| Kämpf, Georg              | Point Guard    | 1983–1984 | 3      |
| Kienemund, Ralf           |                | 1978      | 1      |
| Kleine-Brockhoff, Moritz  | Small Forward  | 1989–1994 | 38     |
| Knapp, Wolfgang           | Center         | 1975      | 2      |
| Knecht, Ronald            |                | 1986      | 2      |
| Koch, Bertram             | Small Forward  | 1985–1990 | 76     |
| Koch, Michael             | Point Guard    | 1985–1998 | 140    |
| König, Jens               |                | 1976      | 2      |
| Körner, Christoph         | Point Guard    | 1983–1987 | 77     |
| Krullmann, Wolfgang       |                | 1976      | 6      |
| Kruschewski, Christoph    | Small Forward  | 1979–1980 | 17     |
| Kuhtz, Ralf               |                | 1982–1983 | 26     |
| Kujawa, Jens              | Center         | 1986–1993 | 97     |
| Lodders, Eckhard          |                | 1979–1982 | 44     |
| Ludwig, Hans Günther      |                | 1977–1981 | 9      |
| Masgai, Reinhard          |                | 1975–1976 | 4      |
| Mayr, Rolf                |                | 1989      | 3      |
| Mehrens, Ulf              | Power Forward  | 1980      | 4      |
| Mendel, Ingo              | Power Forward  | 1980–1987 | 55     |
| Mewes, Klaus-Günther      | Power Forward  | 1975–1976 | 18     |
| Meyer, Sven               | Center         | 1985–1991 | 80     |
| Minor, Robert             | Center         | 1978      | 1      |
| Mock, Werner              |                | 1977      | 1      |
| Niklas, Hans              |                | 1977      | 1      |
| Nürnberger, Kai           | Point Guard    | 1985–1999 | 136    |
| Ortmann, Hartmut          | Power Forward  | 1985      | 1      |
| Pappert, Michael          | Small Forward  | 1977–1988 | 169    |
| Peters, Ulrich            | Shooting Guard | 1980–1985 | 110    |
| Reuss, Anthony            |                | 1988      | 1      |
| Risse, Ralf               | Small Forward  | 1984–1992 | 86     |
| Rödl, Henrik              | Small Forward  | 1987–2002 | 178    |
| Röhrich, Thomas           |                | 1978      | 1      |
| Sauer, Uwe                | Point Guard    | 1983–1986 | 42     |
| Schimke, Martin           |                | 1978      | 1      |
| Schmitt, Jochen           |                | 1977      | 1      |
| Schmitz, Horst            | Point Guard    | 1988      | 6      |
| Schmunz, Heinz-Werner     |                | 1977      | 6      |
| Schrempf, Detlef          | Small Forward  | 1983–1992 | 71     |
| Schröder, Burkhard        |                | 1984–1986 | 38     |
| Seifert, Christoph        | Center         | 1987–1988 | 18     |
| Sledz, Ulrich             |                | 1975–1977 | 18     |
| Sowa, Armin               | Center         | 1979–1986 | 130    |
| Spann, Werner             |                | 1979      | 12     |
| von Stackelberg, Hubertus |                | 1976–1977 | 5      |
| Steffen, Bernd            |                | 1977      | 1      |
| von Stegmann, Thomas      |                | 1975–1978 | 19     |
| Stein, Harald             | Small Forward  | 1989–1993 | 6      |
| Stein, Horst              |                | 1975–1976 | 6      |
| Steinbrink,               |                | 1975–1976 | 6      |
| Stinshoff, Lars           |                | 1985–1986 | 5      |
| Strack, Ulrich            |                | 1975–1983 | 33     |
| Strauss, Matthias         | Shooting Guard | 1975–1983 | 116    |
| Villwock, Jan             | Small Forward  | 1986      | 16     |
| Voigt, Manfred            |                | 1982      | 2      |
| Wadehn, Lutz              | Small Forward  | 1981–1988 | 118    |
| Waniek, Josef             |                | 1981–1982 | 10     |
| Weber, Klaus              |                | 1983      | 2      |
| Weiss, Ingo               |                | 1978      | 1      |
| Weitemeyer, Dirk          |                | 1978–1979 | 13     |
| Welp, Christian           | Center         | 1984–1997 | 106    |
| Wiese, Roland Michael     |                | 1975      | 5      |
| Wolf, Horst               | Center         | 1984      | 3      |
| Wolf, Ingo                |                | 1989      | 14     |
| Zander, Klaus             | Center         | 1975–1987 | 142    |

*Nationalspieler wird nur in der Zeitraum-Kategorie eingetragen, in der er sein erstes Länderspiel absolviert hat.

### 1990bis2006
- Phase der Basketball-Bundesliga / 2. Basketball-Bundesliga nach der Wiedervereinigung-* (Stand: 13. August 2017)
| Name                 | Position       | Zeitraum  | Spiele |
| -------------------- | -------------- | --------- | ------ |
| Arigbabu, Stephen    | Center         | 1990–2007 | 166    |
| Bade, André          | Shooting Guard | 1996      | 8      |
| Becker, Nils         | Center         | 1991–1994 | 5      |
| Beechum, Hurl        | Small Forward  | 2000–2001 | 13     |
| Bembenek, Christian  | Center         | 1991      | 2      |
| Bogojevic, Vladimir  | Point Guard    | 1996–2001 | 57     |
| Bradley, Shawn       | Center         | 2001      | 9      |
| Braun, Oliver        | Center         | 1994–1998 | 8      |
| Demirel, Mithat      | Point Guard    | 1999–2007 | 100    |
| Femerling, Patrick   | Center         | 1996–2009 | 220    |
| Freyer, Ingo         | Point Guard    | 1991–1995 | 39     |
| Garrett, Robert      | Shooting Guard | 1999–2008 | 118    |
| Garris, Stefano      | Shooting Guard | 2001–2007 | 72     |
| Geib, Gordon         | Point Guard    | 2004–2008 | 4      |
| Greene, Demond       | Shooting Guard | 2001–2010 | 113    |
| Grey, Robin          | Shooting Guard | 1999      | 1      |
| Grünheid, Guido      | Power Forward  | 2006–2008 | 38     |
| Haldin, Misan        | Point Guard    | 2002–2007 | 69     |
| Hamann, Steffen      | Point Guard    | 2003–2011 | 131    |
| Herber, Johannes     | Shooting Guard | 2004–2012 | 74     |
| Herkelmann, Oliver   | Center         | 1994–1995 | 24     |
| Hupmann, Sascha      | Center         | 1993–2001 | 67     |
| Jagla, Jan-Hendrik   | Power Forward  | 2003–2011 | 141    |
| King, Patrick        | Small Forward  | 1994–1995 | 38     |
| Klepac, Branko       | Center         | 1999–2004 | 19     |
| Knörr, Mike          | Small Forward  | 1994–1995 | 40     |
| Kühl, Alexander      | Center         | 1997      | 14     |
| Lütcke, Jörg         | Small Forward  | 1995–2003 | 91     |
| Machowski, Sebastian | Small Forward  | 1992–1999 | 32     |
| Mädrich, Dirk        | Power Forward  | 2004      | 8      |
| Malbeck, Jürgen      | Center         | 1996–1998 | 28     |
| Maras, Robert        | Center         | 2000–2006 | 66     |
| Marsh, James         | Small Forward  | 1998      | 3      |
| Musch, Detlef        | Center         | 1993–2000 | 48     |
| Nees, Tim            | Center         | 1993–2001 | 80     |
| Neuhaus, Arnd        | Power Forward  | 1991–1994 | 66     |
| Nowitzki, Dirk       | Power Forward  | 1997–2015 | 153    |
| Okulaja, Ademola     | Power Forward  | 1995–2007 | 172    |
| Öztürk, Teoman       | Center         | 1992–1995 | 24     |
| Papic, Stipo         | Power Forward  | 1999–2002 | 30     |
| Perwas, Klaus        | Point Guard    | 1994–1998 | 12     |
| Pesic, Marko         | Shooting Guard | 1996–2005 | 97     |
| Roller, Pascal       | Point Guard    | 1999–2008 | 122    |
| Ruddigkeit, Malik    | Shooting Guard | 1995–1998 | 17     |
| Schultze, Sven       | Power Forward  | 2000–2011 | 121    |
| Sensley, Julian      | Power Forward  | 2006–2007 | 14     |
| Strasser, Johannes   | Point Guard    | 2004      | 2      |
| Suhr, Marc           | Center         | 1993      | 4      |
| Terdenge, Gerrit     | Power Forward  | 1996–2005 | 82     |
| Tomic, Drazan        | Small Forward  | 1995–2003 | 83     |
| Willoughby, Marvin   | Small Forward  | 2001–2003 | 35     |
| Wucherer, Denis      | Shooting Guard | 1994–2005 | 123    |

*Nationalspieler wird nur in der Zeitraum-Kategorie eingetragen, in der er sein erstes Länderspiel absolviert hat.

### Seit2007
- Phase der Basketball-Bundesliga / Pro A / Pro B / NBBL / JBBL -* (Stand: 6. Juli 2024)
| Name                        | Position       | Zeitraum  | Spiele |
| --------------------------- | -------------- | --------- | ------ |
| Akpinar, Ismet              | Point Guard    | 2017–2021 | 47     |
| Amaize, Robin               | Shooting Guard | 2016–2021 | 8      |
| Bahiense de Mello, Dominik  | Point Guard    | 2008      | 2      |
| Barthel, Danilo             | Power Forward  | 2014–2021 | 62     |
| Benzing, Robin              | Small Forward  | 2009–2022 | 167    |
| Bonga, Isaac                | Small Forward  | 2018–     | 34     |
| Christen, Robin             | Small Forward  | 2022      | 3      |
| da Silva, Oscar             | Power Forward  | 2023–     | 4      |
| Delow, Malte                | Small Forward  | 2024–     | 2      |
| DiLeo, Max                  | Shooting Guard | 2022–     | 5      |
| Doreth, Bastian             | Point Guard    | 2012–2022 | 96     |
| Gavel, Anton                | Point Guard    | 2015      | 12     |
| George, Jason               | Small Forward  | 2023      | 2      |
| Giffey, Niels               | Small Forward  | 2013–     | 107    |
| Grof, Jonas                 | Point Guard    | 2018      | 2      |
| Günther, Per                | Point Guard    | 2009–2013 | 65     |
| Hain, Daniel                | Shooting Guard | 2010      | 3      |
| Harris, Elias               | Small Forward  | 2009–2014 | 36     |
| Hartenstein, Isaiah         | Center         | 2017–2018 | 19     |
| Heckmann, Patrick           | Small Forward  | 2012–2021 | 34     |
| Herkenhoff, Philipp         | Power Forward  | 2018–2021 | 8      |
| Hollatz, Justus             | Point Guard    | 2021–     | 39     |
| Hundt, Bennet               | Point Guard    | 2020–     | 11     |
| Idbihi, Yassin              | Power Forward  | 2009–2010 | 21     |
| Jallow, Karim               | Small Forward  | 2018–2023 | 18     |
| Kaman, Christopher          | Center         | 2008–2011 | 25     |
| Kessens, Michael            | Power Forward  | 2021–2022 | 4      |
| King, Alex                  | Small Forward  | 2013–2017 | 42     |
| Kleber, Maximilian          | Power Forward  | 2014–2019 | 30     |
| Klein, Konstantin           | Point Guard    | 2015      | 3      |
| Krämer, David               | Shooting Guard | 2018–     | 30     |
| Kratzer, Leon               | Center         | 2020–     | 15     |
| Lischka, Johannes           | Small Forward  | 2009–2013 | 13     |
| Lô, Maodo                   | Point Guard    | 2014–     | 96     |
| Lockhart, Dominic           | Shooting Guard | 2017–2022 | 8      |
| Mangold, Andrej             | Point Guard    | 2014      | 5      |
| Mason, Makai                | Point Guard    | 2016      | 15     |
| Mattisseck, Jonas           | Shooting Guard | 2019–     | 3      |
| McNaughton, Christopher     | Center         | 2010–2011 | 19     |
| Meisner Lukas               | Power Forward  | 2020–2022 | 4      |
| Mönninghoff, Mathis         | Shooting Guard | 2012      | 5      |
| Mushidi, Kostja             | Shooting Guard | 2022      | 2      |
| Neumann, Philipp            | Center         | 2012–2013 | 5      |
| Obiesie, Joshua             | Point Guard    | 2020–2023 | 7      |
| Obst, Andreas               | Shooting Guard | 2017–     | 66     |
| Ogbe, Kenneth               | Small Forward  | 2020–2022 | 8      |
| Ohlbrecht, Tim              | Power Forward  | 2008–2012 | 84     |
| Olinde, Louis               | Small Forward  | 2020–     | 5      |
| Patrick, Jacob              | Shooting Guard | 2022–2023 | 3      |
| Pleiß, Tibor                | Center         | 2009–2016 | 105    |
| Radosavljevic, Bogdan       | Center         | 2014–2017 | 7      |
| Richter, Jonas              | Center         | 2023–     | 2      |
| Roessler, Rouven            | Shooting Guard | 2008      | 4      |
| Saibou, Joshiko             | Shooting Guard | 2017–2021 | 21     |
| Schaffartzik, Heiko         | Point Guard    | 2009–2015 | 115    |
| Schilling, Gavin            | Center         | 2022–2023 | 9      |
| Schneider, Tim              | Power Forward  | 2018–     | 3      |
| Schoormann, Len             | Shooting Guard | 2023      | 1      |
| Schröder, Dennis            | Point Guard    | 2014–     | 79     |
| Schwethelm, Philipp         | Small Forward  | 2010–2012 | 49     |
| Seiferth, Andreas           | Center         | 2012–2021 | 52     |
| Sengfelder, Christian       | Power Forward  | 2019–     | 33     |
| Simon, Nicolai              | Point Guard    | 2013      | 6      |
| Staiger, Lucca              | Shooting Guard | 2009–2017 | 115    |
| Stanic, Filip               | Center         | 2021      | 2      |
| Tadda, Karsten              | Shooting Guard | 2012–2019 | 89     |
| Theis, Daniel               | Power Forward  | 2014–     | 68     |
| Theis, Sid-Marlon           | Power Forward  | 2018      | 1      |
| Thiemann, Johannes          | Power Forward  | 2016–     | 81     |
| van Slooten, Luc            | Small Forward  | 2021      | 2      |
| Vargas, Akeem               | Shooting Guard | 2014–2017 | 43     |
| Voigtmann, Johannes         | Center         | 2014–     | 108    |
| Wagner, Franz               | Small Forward  | 2022–     | 24     |
| Wagner, Moritz              | Power Forward  | 2019–     | 28     |
| Wank, Lukas                 | Shooting Guard | 2021–     | 20     |
| Weidemann, Nelson           | Point Guard    | 2023–     | 4      |
| Weiler-Babb, Nick           | Shooting Guard | 2022–     | 12     |
| Wimberg, Jan Niklas         | Power Forward  | 2020–     | 16     |
| Wohlfarth-Bottermann, Jonas | Center         | 2013–     | 27     |
| Wysocki, Konrad             | Small Forward  | 2008–2011 | 51     |
| Zipser, Paul                | Shooting Guard | 2015–2019 | 43     |
| Zirbes, Maik                | Center         | 2009–2021 | 75     |
| Zöllner, Kirsten            | Center         | 2007      | 1      |
| Zwiener, Philip             | Small Forward  | 2008–2013 | 60     |

*Nationalspieler wird nur in der Zeitraum-Kategorie eingetragen, in der er sein erstes Länderspiel absolviert hat.

## Olympiamannschaften
- genannt werden alle Spieler des Olympiakaders -
- Olympische Sommerspiele 1936 in Berlin

- Bernhard Cuiper, Willi Daume *, Robert Duis, Karl Endres, Emil Göing, Otto Gottwald *, Otto Kuchenbecker, Adolf Künzel *, Emil Lohbeck, Hans Niclaus, Kurt Oleska, Siegfried Reischies, Josef Schäfer *, Heinz Steinschulte. Trainer: Hugo Murero. * Legende: Mit * gekennzeichnete Olympiateilnehmer kamen nicht zum Einsatz.

- Olympische Sommerspiele 1972 in München

- Karl Ampt, Holger Geschwindner, Dietrich Keller, Hans-Jörg Krüger, Dieter Kuprella, Joachim Linnemann, Rainer Pethran, Jochen Pollex, Norbert Thimm, Helmut Uhlig, Klaus Weinand, Jürgen Wohlers, - Trainer: Theodor Schober.

- Olympische Sommerspiele 1984 in Los Angeles

- Detlef Schrempf, Christian Welp, Michael Pappert, Uwe Blab, Klaus Zander, Christoph Körner, Ulrich Peters, Armin Sowa, Ingo Mendel, Uwe Brauer, Vladimir Kadlec, Uwe Sauer, - Trainer: Ralph Klein

- Olympische Sommerspiele 1992 in Barcelona

- Detlef Schrempf, Hansi Gnad, Michael Jackel, Henrik Rödl, Stephan Baeck, Henning Harnisch, Gunther Behnke, Kai Nürnberger, Armin Andres, Uwe Blab, Jens Kujawa, Arnd Neuhaus, - Trainer: Svetislav Pesic

- Olympische Sommerspiele 2008 in Peking

- Pascal Roller, Demond Greene, Robert Garrett, Steffen Hamann, Philip Zwiener, Konrad Wysocki, Sven Schultze, Dirk Nowitzki, Jan-Hendrik Jagla, Tim Ohlbrecht, Patrick Femerling, Christopher Kaman, - Trainer: Dirk Bauermann

- Olympische Sommerspiele 2021 in Tokio

- Isaac Bonga, Joshiko Saibou, Maodo Lô, Niels Giffey, Jan Niklas Wimberg, Johannes Voigtmann, Robin Benzing, Moritz Wagner, Lukas Wank, Andreas Obst, Danilo Barthel, Johannes Thiemann - Trainer: Henrik Rödl

- Olympische Sommerspiele 2024 in Paris

- Isaac Bonga, Niels Giffey, Maodo Lô, Andreas Obst, Dennis Schröder, Oscar da Silva, Daniel Theis, Johannes Thiemann, Johannes Voigtmann, Franz Wagner, Moritz Wagner, Nick Weiler-Babb - Trainer: Gordon Herbert

## Weltmeisterschaftsmannschaften
- genannt werden alle Spieler des WM-Kaders -
- 1986 in Spanien

- Armin Andres, Holger Arpe, Gunther Behnke, Hans-Jürgen Gnad, Rainer Greunke, Michael Koch, Ralf Risse, Burkhard Schröder, Armin Sowa, Jan Villwock, Lutz Wadehn, Christian Welp, – Trainer: Ralph Klein

- 1994 in Kanada – 12. Platz

- Gunther Behnke, Hans-Jürgen Gnad, Henning Harnisch, Oliver Herkelmann, Sascha Hupmann, Patrick King, Mike Knörr, Michael Koch, Detlef Musch, Arnd Neuhaus, Kai Nürnberger, Henrik Rödl, – Trainer: Dirk Bauermann

- 2002 in den Vereinigten Staaten – „Bronzemedaille“

- Stephen Arigbabu, Mithat Demirel, Patrick Femerling, Stefano Garris, Jörg Lütcke, Robert Maras, Misan Nikagbatse, Dirk Nowitzki, Ademola Okulaja, Marko Pesic, Pascal Roller, Henrik Rödl, – Trainer: Henrik Dettmann

- 2006 in Japan – 8. Platz

- Mithat Demirel, Patrick Femerling, Robert Garrett, Demond Greene, Guido Grünheid, Steffen Hamann, Johannes Herber, Jan-Hendrik Jagla, Dirk Nowitzki, Ademola Okulaja, Pascal Roller, Sven Schultze, – Trainer: Dirk Bauermann

- 2010 in der Türkei – 17. Platz[1]

- Robin Benzing, Demond Greene, Per Günther, Steffen Hamann, Elias Harris, Jan Jagla, Christopher McNaughton, Tim Ohlbrecht, Tibor Pleiß, Heiko Schaffartzik, Philipp Schwethelm, Lucca Staiger, – Trainer: Dirk Bauermann

- 2019 in China – 18. Platz[2]

- Ismet Akpinar, Danilo Barthel, Robin Benzing, Niels Giffey, Maximilian Kleber, Maodo Lô, Andreas Obst, Dennis Schröder, Daniel Theis, Johannes Thiemann, Johannes Voigtmann, Paul Zipser, – Trainer: Henrik Rödl

- 2023 in Indonesien, Japan und auf den Philippinen – „Weltmeister“[3]

- Isaac Bonga, Maodo Lô, Niels Giffey, Johannes Voigtmann, Franz Wagner, Daniel Theis, Moritz Wagner, Dennis Schröder, Justus Hollatz, Johannes Thiemann, Andreas Obst, David Krämer, – Trainer: Gordon Herbert

## Europameisterschafts-Mannschaften
(inklusive der Qualifikations-Turniere)
- 1951 in Paris / Frankreich – Gesamtdeutsche Mannschaft

- Oskar Roth, Rudolf Beyerlein, Wolfgang Heinker, Ulrich Konz, Theodor Schober, Friedrich Mahlo, Kurt Siebenhaar, Markus Bernhard, Artur Stolz, Felix Diefenbach, Rudi Hohner, Franz Kronberger, Willi Leissler, Gunter Piontek, Harold Muller

- 1953 in Moskau / Sowjetunion – Gesamtdeutsche Mannschaft

- Oskar Roth, Rudolf Beyerlein, Richard Griese, Hartmut Krüger, Rolf Heinker, Richard Mahrwald, Gerd Konzag, Theodor Schober, Friedrich Mahlo, Kurt Siebenhaar, Markus Bernhard, Hans Bayer

- 1955 in Budapest / Ungarn

- K. Brehm, K. Pfeiffer, Lothar Waldowski, R. Vogt, E. Riebel, U. Schmidt, Rudolf Beyerlein, Richard Griese, Harold Muller, Oskar Roth, Theodor Schober, Kurt Siebenhaar, Artur Stolz

- 1957 in Sofia / Bulgarien

- Auxer, Werner Lamade, R. Vogt, Rigauer, Ulli Ottmar, Peter, Gerhard Biller, Hans Brydniak, Richard Griese, Oskar Roth, Klaus Schulz, Horst Stein, Artur Stolz

- 1961 in Belgrad / Jugoslawien

Hans Grüttner, Horst Stein, Richard Pull, Artur Stolz, Hannes Neumann, Hans Brydniak, Klaus Weinand, Oskar Roth, Gerhard Biller, Volker Heindel, Klaus Schulz, Jürgen Langhoff
- 1965 in der Moskau und Tiflis / Sowjetunion

Klaus Urmitzer, Heinz Neef, Hans-Dieter Niedlich, Dietfried Kienast, Hannes Neumann, Bernd Röder, Klaus Weinand, Dieter Sarodnik, Klaus Jungnickel, Udo Wolfram, Klaus Schulz, Jörg Krüger
- 1969 in Neapel / Italien, Qualifikationsturnier 16. EM in Thessaloniki / Griechenland

- Karl Ampt, Holger Geschwindner, Egon Homm, Dietrich Keller, Dieter Kuprella, Jürgen Loibl, Rainer Pethran, Jochen Pollex, Norbert Thimm, Helmut Uhlig, Klaus Urmitzer, Jürgen Wohlers

- 1971 in Böblingen und Essen / Bundesrepublik Deutschland

- Helmut Uhlig, Rolf Dieter, Dieter Pfeiffer, Jürgen Loibl, Gerd Brand, Rainer Pethran, Jochen Pollex, Klaus Urmitzer, Holger Geschwindner, Jürgen Wohlers, Dietrich Keller, Norbert Thimm

- 1973 in Barcelona / Spanien – Qualifikation 18. EM

- 1981 in Prag, Havířov und Bratislava / Tschechoslowakei

- Holger Arpe, Volker Aßhoff, Sebastian Brunnert, Jörg Heidrich, Hans Günther Ludwig, Ingo Mendel, Michael Pappert, Armin Sowa, Matthias Strauss, Lutz Wadehn, Josef Waniek, Klaus Zander

- 1983 in Limoges, Caen und Nantes / Frankreich

- Gunther Behnke, Uwe Blab, Uwe Brauer, Frank Hudson, Christoph Körner, Michael Pappert, Ulrich Peters, Detlef Schrempf, Armin Sowa, Matthias Strauss, Lutz Wadehn, Klaus Zander

- 1985 in Karlsruhe, Leverkusen und Stuttgart / Bundesrepublik Deutschland

- Stephan Baeck, Gunther Behnke, Uwe Blab, Michael Jackel, Christoph Körner, Ulrich Peters, Uwe Sauer, Detlef Schrempf, Burkhard Schröder, Armin Sowa, Lutz Wadehn, Christian Welp, Trainer: Ralph Klein

- 1987 in Athen / Griechenland

- Armin Andres, Gunther Behnke, Hans-Jürgen Gnad, Henning Harnisch, Michael Jackel, Michael Koch, Christoph Körner, Jens Kujawa, Sven Meyer, Michael Pappert, Lutz Wadehn, Christian Welp, Trainer: Ralph Klein

- 1993 in Karlsruhe, Berlin und München / Deutschland – „Europameister“

- Stephan Baeck, Gunther Behnke, Hansi Gnad, Henning Harnisch, Michael Jackel, Moritz Kleine-Brockhoff, Michael Koch, Jens Kujawa, Kai Nürnberger, Teoman Öztürk, Henrik Rödl, Christian Welp, Trainer: Svetislav Pesic

- 1995 in Athen / Griechenland

- Ingo Freyer, Hans-Jürgen Gnad, Patrick King, Mike Knörr, Michael Koch, Detlef Musch, Kai-Joachim Nürnberger, Ademola Okulaja, Teoman Öztürk, Henrik Rödl, Christian Welp, Denis Wucherer, Trainer: Vladislav Lučić

- 1997 in Badalona und Barcelona / Spanien

- Vladimir Bogojevic, Patrick Femerling, Henning Harnisch, Sascha Hupmann, Alexander Kühl, Jörg Lütcke, Jürgen Emil Malbeck, Tim Nees, Ademola Okulaja, Henrik Rödl, Gerrit Terdenge, Denis Wucherer, Trainer: Vladislav Lučić

- 1999 in Paris und Toulouse / Frankreich

- Stephen Arigbabu, Vladimir Bogojevic, Patrick Femerling, Jörg Lütcke, Tim Nees, Dirk Nowitzki, Kai-Joachim Nürnberger, Ademola Okulaja, Henrik Rödl, Gerrit Terdenge, Drazan Tomic, Denis Wucherer, Trainer: Henrik Dettmann

- 2001 in Ankara, Antalya und Istanbul / Türkei

- Stephen Arigbabu, Shawn Bradley, Mithat Demirel, Patrick Femerling, Robert Garrett, Stefano Garris, Dirk Nowitzki, Ademola Okulaja, Stipo Papic, Marco Pesic, Drazan Tomic, Marvin Willoughby, Trainer: Henrik Dettmann

- 2003 in Stockholm / Schweden

- Stephen Arigbabu, Mithat Demirel, Patrick Femerling, Stefano Garris, Steffen Hamann, Jörg Lütcke, Robert Maras, Misan Nikagbatse, Dirk Nowitzki, Ademola Okulaja, Marco Pesic, Sven Schultze, Trainer: Henrik Dettmann

- 2005 in Podgorica und Belgrad / Serbien und Montenegro – „Vizeeuropameister“

- Stephen Arigbabu, Mithat Demirel, Patrick Femerling, Robert Garrett, Demond Greene, Robert Maras, Misan Nikagbatse, Dirk Nowitzki, Marco Pesic, Pascal Roller, Sven Schultze, Denis Wucherer, Trainer: Dirk Bauermann

- 2007 in Madrid und Sevilla / Spanien

- Stephen Arigbabu, Mithat Demirel, Patrick Femerling, Robert Garrett, Demond Greene, Steffen Hamann, Johannes Herber, Jan-Hendrik Jagla, Dirk Nowitzki, Ademola Okulaja, Pascal Roller, Sven Schultze, Trainer: Dirk Bauermann

- 2009 in Kattowitz, Bydgoszcz und Łódź / Polen

- Robin Benzing, Patrick Femerling, Demond Greene, Steffen Hamann, Elias Harris, Jan-Hendrik Jagla, Tim Ohlbrecht, Tibor Pleiß, Heiko Schaffartzik, Sven Schultze, Lucca Staiger, Konrad Wysocki, Trainer: Dirk Bauermann

- 2011 in Alytus, Kaunas, Klaipėda, Panevėžys, Šiauliai und Vilnius / Litauen

- Robin Benzing, Steffen Hamann, Johannes Herber, Jan-Hendrik Jagla, Christopher Kaman, Dirk Nowitzki, Tim Ohlbrecht, Tibor Pleiß, Heiko Schaffartzik, Sven Schultze, Philipp Schwethelm, Lucca Staiger, Trainer: Dirk Bauermann

- 2013 in Jesenice, Celje, Koper und Ljubljana / Slowenien

- Robin Benzing, Bastian Doreth, Niels Giffey, Per Günther, Alex King, Tibor Pleiß, Heiko Schaffartzik, Andreas Seiferth, Lucca Staiger, Karsten Tadda, Maik Zirbes, Philip Zwiener, Trainer: Frank Menz

- 2015 in Berlin / Deutschland und Lille, Montpellier / Frankreich und Zagreb / Kroatien und Riga / Lettland

- Robin Benzing, Anton Gavel, Niels Giffey, Alex King, Maodo Lo, Dirk Nowitzki, Tibor Pleiß, Heiko Schaffartzik, Dennis Schröder, Karsten Tadda, Akeem Vargas, Paul Zipser, Maik Zirbes, Trainer: Chris Fleming

- 2017 in Istanbul / Türkei, Helsinki / Finnland, Cluj-Napoca / Rumänien und Tel Aviv / Israel

- Ismet Akpinar, Danilo Barthel, Robin Benzing, Isaiah Hartenstein, Patrick Heckmann, Maodo Lo, Dennis Schröder, Lucca Staiger, Karsten Tadda, Daniel Theis, Johannes Thiemann, Johannes Voigtmann, Trainer: Chris Fleming

- 2022 in Berlin, Köln / Deutschland, Tiflis / Georgien, Mailand / Italien und Prag / Tschechien – „Bronzemedaille“

- Maodo Lo, Niels Giffey, Nick Weiler-Babb, Johannes Voigtmann, Franz Wagner, Daniel Theis, Dennis Schröder, Jonas Wohlfarth-Bottermann, Justus Hollatz, Johannes Thiemann, Andreas Obst, Christian Sengfelder, Trainer: Gordon Herbert